# Woocommerce
Woocommerce је додатак за е-трговину отвореног кода за Вордпрес. Дизајниран је за мале и велике трговце на мрежи, који користе Вордпрес. Покренут 27. септембра 2011,  додатак је брзо постао популаран због своје једноставности у инсталирању и прилагођавању и бесплатном базном производу.   

## Популараност
Постоји мноштво разлога због којих је Woocommerce тако популаран начин за изградњу е-трговине: Woocommerce је бесплатна, а основни ВордПресс софтвер је такође бесплатан. Woocommerce је отвореног кода. Свако може ући и прегледати, модификовати или проширити код. Woocommerce је редован корисник. Не морате бити експертни програмер за покретање продавнице. Woocommerce је проширив. Користећи нешто што се назива „додаци”, можете додати све врсте нове функционалности у вашу продавницу без потребе за техничким знањем. Woocommerce ради на свим уређајима. Све више и више људи купује паметне телефоне, а Woocommerce  је спреман да служи тим људима. Woocommerce изгледа како желите. Користећи нешто што се назива „теме“, можете контролисати тачно како ваша продавница изгледа без икаквог техничког знања. Woocommerce је сигурна. Осим што је отвореног кода, Woocommerce долази из „Automattic”-a, компаније у износу од милијарду долара која располаже ресурсима за обезбеђивање ваше продавнице.

## Употреба
Woocommerce се користи на великом броју веб локација са великим прометом као што је „Small Press Ekpo”.  Трећа недеља септембра 2015. године, трендови показују да се Woocommerce налазио на 30%  сајтова за е-трговину и милионима активних инсталација.  Е-трговина брзо расте широм света и Woocommerce има преко 39 милиона преузимања као додатак и тренутно је активна на више од три милиона веб локација и најпопуларнија је платформа за е-трговину у 2018. години.  Woocommerce има око 4% од највише милиона HTML страница.  У 2015. години статистика показује да је проценат интернет продавница које користе Woocommerce путем додатка „vordpress.org” више од 30% свих продавница.  Тренутни тржишни удeо за Woocommerce у 2019. години је 22% од првих милион веб локација које користе „eCommerce” технологије. 
Од када је „Automattic”-ова аквизиција Woocommerce наставила добијати тржишни удео, и постаје једна од водећих платформи за електронску трговину на интернету. 

## Теме
Уз многе теме спремне за Woocommerce које се продају на веб локацијама трећих страна, тешко је тачно проценити колико тема се може повезати са овим Вордпрес додатком, али ево неколико статистика Woocommerce-а за веће добављаче тема: 
- Постоји 1135 тема Woocommerce-а на „ThemeForest”-у. [9]
- Директоријум тема „vordpress.org” има 548 тема Woocommerce.
- „Мојо Themes” има 240 тема Woocommerce. [9]

## Екстензије
Woocommerce је привукла значајну популарност јер је основни производ, поред многих додатака, бесплатан и отвореног кода. У 2018. години Woocommerce има близу 330 проширења и преко 1.000 додатака.  Поред тога, постоје хиљаде плаћених додатака за фиксне цене. Многе премијум теме сада нуде могућност употребе Woocommerce-а као и додатака који тематски оквир чине компатибилним. 
Значајна Woocommerce проширења укључују: 
- Woocommerce резервације: која омогућава корисницима да продају блокове времена као састанке. [12]
- Чланства у Woocommerce-у: која кориснику омогућава ограничавање приступа одређеним деловима веб странице Вордпреса и продаја приступа тим деловима веб странице. [13]

## ВооЕксперт партнерски програм
Уместо сертификационог програма, Woocommerce користи службени програм партнерства. Woocommerce препоручује корисницима да користе ове „ВооЕкспертс” програме за своје Woocommerce пројекте.  Добављачи се могу пријавити да постану партнери и тиме ће проћи вишефазни процес пријаве, који укључује процену вештина и интервју. Кроз цијели процес Woocommerce има за циљ да процијени познавање језгра и проширења Woocommerce-а. Програм партнерства имао је или Златни, Сребрни или Брончани ниво  до краја 2017. године, када је прешао на стан "верификовани ВооЕксперт" систем. 

## Да ли је Woocommerce безбедан и сигуран?
Веб локације Вордпрес и Woocommerce које водимо и одржавамо могу бити потенцијално проблематичне када узмете у обзир да нису увек безбедне. Много већих сајтова је у сталној опасности од разних врста проблема, попут злонамерних напада и хаковања. Дакле, када посматрамо нешто велико као Вордпрес, људи се обично брину да ли је то сигурно место. На крају дана, ваша веб локација је сигурна. Међутим, ако га чувате, значи да морате разумети одређени скуп ствари, а такође имати на уму да одређени програми и опције могу бити слаба места у безбедности. Зато ћемо гледати како можете да очувате Вордпрес.